# Partial Terms of Endearment
Partial Terms of Endearment («Частичные сроки привязанности») — двадцать первая (заключительная) серия восьмого сезона мультсериала «Гриффины». Премьерный показ состоялся 20 июня 2010 года на канале BBC Three (Великобритания).

## Сюжет
Лоис приглашена на встречу выпускников, где встречает свою старую подругу Наоми Робинсон. Та хочет поговорить с Лоис о чём-то серьёзном, и она приглашает Наоми к себе. Питер уверен, что его ожидает секс втроём. Наоми приходит с мужем, Дейлом, и тогда Питер рассчитывает уже на секс вчетвером. Впрочем, у Наоми проблема совсем другого плана: она уже давно не может забеременеть, и просит Лоис стать для неё суррогатной матерью.
На следующий день Лоис принимает решение согласиться, к разочарованию Питера: он не хочет, чтобы его жена девять месяцев ходила беременной. Лоис отправляется к доктору Хартману для экстракорпорального оплодотворения, и уже на следующий день тесты показывают, что она забеременела.
Питер в ярости, он пытается убедить жену, что она совершила ошибку, и всячески пытается устроить ей выкидыш, но в это время в новостях показывают репортаж об автокатастрофе: Наоми и Дейл погибли. Теперь перед Питером и Лоис встаёт проблема: действительно ли лучше сделать аборт или родить и усыновить ребёнка. Они обращаются в Центр планирования семьи. В результате они принимают решение об аборте, но тут Питер подвергается информационной атаке от противников абортов и решает, что ребёнка всё-таки нужно оставить. Лоис продолжает отстаивать своё личное право на выбор.
В конце эпизода Лоис говорит о «новом члене семьи Гриффинов» (the wonderful new member of the Griffin family), но в самом конце серии Питер говорит, что аборт всё-таки состоялся (we had the abortion).

## Создание
Автор сценария: Дэнни Смит
Режиссёр: Джозеф Ли
Композитор: Уолтер Мёрфи
Приглашённые знаменитости: Гэри Бич, Джексон Дуглас, Фил Ламарр, Уилл Сэссоу, Уил Уитон, Джулия Суини (в роли Наоми Робинсон) и Майкл Йорк (в роли рассказчика)

## Интересные факты